# Горно-Коняре
Го́рно-Коня́ре (мак. Горно Коњаре) — село у Північній Македонії, входить до складу общини Куманово Північно-Східного регіону.
Населення — 1136 осіб (перепис 2002) в 299 господарствах.